# Асано, Кевин
Кевин Асано (англ. Kevin Yoshimi Asano; род. 20 апреля 1963, Гавайи) — американский дзюдоист, бронзовый призёр чемпионатов страны, бронзовый призёр Панамериканского чемпионата, серебряный призёр Панамериканских игр, бронзовый призёр чемпионата мира, серебряный призёр летних Олимпийских игр 1988 года в Сеуле.
В первой схватке Олимпиады (1/16 финала) Асано победил представителя Чехословакии Петра Шедивака. В следующей схватке им был повержен Ли Кан из Гонконга, а в четвертьфинале — спортсмен из Тайваня Сюй Цайчуань. В полуфинале мнением судей Асано была присуждена победа над японцем Синдзи Хосокава. В финале он встретился с представителем Южной Кореи Кимом Джэ Ёпом, которому судьи и отдали предпочтение.